# Буена-Віста (округ, Айова)
Шаблон:StateAbbr_ 42°44′06″ пн. ш. 95°09′01″ зх. д. / 42.735° пн. ш. 95.150277777778° зх. д.
Округ Буена-Віста (англ. Buena Vista County) — округ (графство) у штаті Айова, США. Ідентифікатор округу 19021.

## Історія
Округ утворений 1851 року.

## Демографія
За даними перепису
2000 року
загальне населення округу становило 20411 осіб, зокрема міського населення було 10635, а сільського — 9776.
Серед мешканців округу чоловіків було 10225, а жінок — 10186. В окрузі було 7499 домогосподарств, 5125 родин, які мешкали в 8145 будинках.
Середній розмір родини становив 3,08.
Віковий розподіл населення поданий у таблиці:
| Стать    | До 15 років | 15-21 | 22-29 | 30-39 | 40-49 | 50-65 | 65-85 | Понад 85 |
| -------- | ----------- | ----- | ----- | ----- | ----- | ----- | ----- | -------- |
| Чоловіки | 2175        | 1444  | 957   | 1324  | 1600  | 1317  | 1236  | 172      |
| Жінки    | 2038        | 1243  | 815   | 1248  | 1494  | 1315  | 1651  | 382      |

## Суміжні округи
- Клей — північ
- Покахонтас — схід
- Сак — південь
- Черокі — захід

## Виноски
1. ↑  U.S. Decennial Census. United States Census Bureau. Архів оригіналу за 26 квітня 2015. Процитовано 13 липня 2014.
2. ↑  Historical Census Browser. University of Virginia Library. Архів оригіналу за 30 травня 2019. Процитовано 13 липня 2014.
3. ↑  Population of Counties by Decennial Census: 1900 to 1990. United States Census Bureau. Архів оригіналу за 22 квітня 2014. Процитовано 13 липня 2014.
4. ↑  Census 2000 PHC-T-4. Ranking Tables for Counties: 1990 and 2000 (PDF). United States Census Bureau. Архів оригіналу (PDF) за 18 грудня 2014. Процитовано 13 липня 2014.
5. ↑  State & County QuickFacts. United States Census Bureau. Архів оригіналу за 7 липня 2011. Процитовано 13 липня 2014. [Архівовано 2015-11-28 у Wayback Machine.](англ.) Наведено за англійською вікіпедією.
6. ↑  American FactFinder. Бюро перепису населення США. Архів оригіналу за 26 лютого 2012. Процитовано 31 січня 2008. [Архівовано 2008-05-21 у Wayback Machine.]

| США | Це незавершена стаття з географії США. Ви можете допомогти проєкту, виправивши або дописавши її. |